# Összevont város-megye
Az Amerikai Egyesült Államok közigazgatási rendszerében az összevont város-megye egy város és egy megye egybeolvadásából keletkező egység. Igazgatási rendszere is, ennek megfelelően, kettős. Egyszerre foglalja magába a városi önkormányzatot és a megyei adminisztrációt.
Az összevont város-megye különbözik a megyei jogú várostól, bár az utóbbi is keletkezhet egy megye és egy város egyesüléséből és hasonló jogokkal és hatáskörrel rendelkezhet, mint az összevont város-megye. A megyei jogú város nem tagolódik be a megyei szerkezetbe és az államon belül önálló entitásnak ismerik el. A Közép-Nyugaton és a déli magasföldön található az összevont város-megyék legsűrűbb hálózata az Egyesült Államokban. Ide tartozik Indianapolis, Nashville, Jacksonville, Louisville, Kansas City, Lexington és Denver is.

## Kitekintés
Angliában 1974-ben létrehoztak hat „nagyvárosi megyét” (Nagy-Manchester, Merseyside, Dél-Yorkshire, Tyne and Wear, West Midlands és Nyugat-Yorkshire). 1986 óta ezek a megyék nem rendelkeznek megyei önkormányzattal, de hasonló szerveik azonos funkciót töltenek be. A modern egyesített joghatósági területek is hasonlóak, akárcsak Wales borough megyéi. Skóciában Aberdeen, Dundee, Edinburgh és Glasgow funkcionálisan megyei jogú városként működik, annak ellenére, hogy ezt a terminust ott nem használják.
Hasonló berendezkedés létezik más országokban is, mit például Németországban, ahol Berlin, Bréma és Hamburg egyszerre rendelkeznek városi és szövetségi állami jogállással. Németországban majdnem minden nagyváros, mint például Frankfurt am Main, Stuttgart, München és Drezda, összevont város-megyeként működik. Ausztriában Bécs szintén egyszerre tölt be városi és szövetségi állami funkciókat, akárcsak Franciaországban, ahol Párizs város 1968 óta egyenértékű fogalom Párizs Département (közigazgatás)département-nal (megyével), vagy Dél-Koreában, ahol Szöul „speciális városi” státuszt tölt be, akárcsak hat másik város (Busan, Daegu, Daejeon, Gwangju, Incheon és Ulsan). Ezen kívül Ausztráliában az Ausztrál Fővárosi Terület kormányzatát teljes egészében Canberra városi önkormányzata látja el, amik azonosak egy egyesült város-tartomány funkcióival. Hasonlóképp Japánban Tokió város is azonos Tokió prefektúrával 1943 óta.
A korábbi albuquerquei polgármester, David Rusk, által összeállított információk szerint, 105 népszavazást tartottak az Egyesült Államokban 1902 és 2010 között, hogy egyes területeket egyesített város-megyévé alakítsanak át. Ezek közül azonban a választók csak 27-et fogadtak el.
A Kansas állambeli Wyandotte megyében használatban van az "egységes kormányzat" fogalma, megfogalmazandó a megye Kansas City-vel és a további a megye határai között lévő várossal fennálló viszonyát, amelyek továbbra is külön jogszolgáltatással rendelkeznek. A nagyvárosi, vagy regionális önkormányzatok egyes elemei nagyfokú autonómiával rendelkezhetnek saját ügyeik intézésében a városi kormányzattal szemben.
Gyakran előfordul, hogy, a kormányzat más szintjein, az egyes városok önkormányzatai "koalíciót" kötnek egymással. Ezek alapvető kormányzati szervek, amelyek azonban nem rendelkeznek sem törvényhozói, sem igazságszolgáltatási jogkörrel. Ez a helyzet áll fenn az Atlantai nagyvárosi régióban, ahol az Atlantai Regionális Tanács (Atlanta Regional Commission, ARC) tanulmányokat készít és javaslatokat tesz annak érdekében, hogy befolyást gyakoroljon a régió főbb építkezési és fejlesztési projektjeire. A Georgiai Regionális Közlekedési Hatóság (Georgia Regional Transportation Authority, GRTA) Georgia állam tényleges kormányzati szerve, ami felügyeli az állami közlekedés költségeit, amelyeket a városoknak és a megyéknek kiutaltak. Ezen túl viszont rendkívül szűk lehetőségeik vannak a célterületek költségvetés általi irányítására.
New York City esete egyedi. A város öt borough-ból áll, amelyek egyenként egy-egy megyével vannak összekapcsolva. A borough-k rendelkeznek valamennyi saját hatáskörrel is a városi kormányzatban, a megyék viszont alig többek adminisztratív egységeknél. A város jelenlegi jogállásában 1898-ban jött létre New York (jelen összefüggésben Manhattan), Brooklyn, Queens és Richmond (Staten Island) megyei jogú városok összeolvasztásából, amihez hozzácsatolták Westchester megye egy részét is, ami ma Bronxot alkotja.

## Egyensúlyi rendszerek
Hét egyesült államokbeli összevont város-megyei kormányzatban a korábban független, beolvasztott egységek bizonyos önállósággal rendelkeznek. Ezekben a városokban, amiket a Népszámlálási Hivatal "rendezett hatóságú városoknak" nevez, mind az összevont város-megyei kormányzat, mind a helyi önkormányzat rendelkezik joghatósággal. Az összevont város-megyei kormányzat ezen elemét "egyensúlyi rendszernek" (angolul "balance") nevezik, amit a Népszámlálási Hivatal úgy definiál, mint "az összevont város-megye, mínusz a félfüggetlen betagolódott területek a rendezett hatóságú városokon belül".
Ezek a rendezett hatóságú városok a következők:
- Athens–Clarke megye, Georgia
- Augusta–Richmond megye, Georgia
- Butte-Silver Bow, Montana
- Indianapolis
- Jacksonville-Duval megye, Florida
- Louisville-Jefferson megye, Kentucky
- Nashville-Davidson, Tennessee

## Összevont város-megyék listája

### Keletkezésüktől kezdve összevont város-megyék
- Anchorage, Alaszka[3] (A város és a borough egy egységes kormányzatot képez.)
- Broomfield város és megye, Colorado[4][5] (Broomfield város 1961. június 1-én tagolódott be. Broomfield város-megyét pedig 2001. november 15-én hozták létre, Broomfield város és Boulder megye, Adams megye, Jefferson megye és Weld megye összevonásával.)
- Denver város és megye[4] (Denver város és Colorado Terület 1861. november 7-i egyesítéséből. Denver Arapahoe megye központja volt 1902. november 15-ig, amikor Arapahoe megyét szétosztották Denver város és megye, Adams megye és az új Dél-Arapahoe megye között.)
- Honolulu város és megye[6]
- Juneau város és borough Alaszkában.
- Los Alamos város és megye[7]
- New Orleans város és Orleans parish (New Orleans városi önkormányzata mindig is azonos volt Orleans parish kormányzatával, annak ellenére, hogy a két joghatósági terület nem volt egyenértékű egymással. A város és a parish végül együttesen beolvadt a szomszédos Jefferson parish-ba.)
- San Francisco város és megye (San Francisco város volt San Francisco megye székhelye 1856-ig, amikor a megyét szétosztották San Francisco egyesített város-megye és az új San Mateo megye között.)
- Sitka város és borough, Alaszka
- Yakutat város és borough, Alaszka
- Nantucket város és megye, Massachusetts (A két fogalom azóta azonos, hogy leválasztották Dukes megyéről, hogy Massachusetts kolóniához csatolják).

### Egyesített területek
- Anaconda és Deer Lodge megye[8]
- Butte és Silver Bow megye
- Carson City és Ormsby megye
- Columbus és Muscogee megye
- Cusseta és Chattahoochee megye
- Georgetown és Quitman megye
- Hartsville és Trousdale megye
- Houma és Terrebonne megye[9]
- Lexington és Fayette megye[10]
- Lynchburg és Moore megye
- Philadelphia és Philadelphia megye — Területileg azonosak 1854 óta, a kormányzati rendszert pedig 1952-ben egyesítették. A megye továbbra is létezik független entitásként Pennsylvanián belül, de a megyei adminisztrációt a városi önkormányzat végzi.
- Statenville és Echols megye

### Egyéb
- New York City[11] öt megye 1898-as összeolvadásából jött létre, amelyek mindegyike egy-egy borough. Név szerint:
  - New York megye (Manhattan) (New York megye magában egyenértékű volt New York City-vel 1898 előtt)
  - Bronx megye (Bronx) (A mai Bronx megye New York megye része volt 1898-tól a későbbi, 1916-os rendezésig.)
  - Kings megye (Brooklyn)
  - Richmond megye (Staten Island)
  - Queens megye (Queens)
- Washington, D.C. – Amíg District of Columbia egy szövetségi kerület és nem megye, a város 1871 óta egyesített városi önkormányzattal rendelkezik.

### Egyesített és független városok
- Athens és Clarke megye (Egy teljes egészében a megye területén lévő közösség és egy részben a megye határai között lévő saját önkormányzattal rendelkezik.)
- Augusta és Richmond megye (két közösség rendelkezik független kormányzattal Richmond megyén belül.)
- Baton Rouge és East Baton Rouge megye (Baton Rouge város egyedüliként őrizte meg független önkormányzatát a régióban.)
- Camden megye (Camden megye nem rendelkezik beékelődött független közösséggel, leszámítva Elizabeth City-t, ahol egyedül szerveztek ismét független kormányzatot.)[12]
- Indianapolis és Marion megye[13] (Marion megyén belül négy közösség rendelkezik független önkormányzattal.)
- Jacksonville és Duval megye (négy Duval megyébe beékelődött terület - Jacksonville Beach, Neptune Beach, Atlantic Beach és Baldwin városok - rendelkeznek független önkormányzattal; az összes többi rurális terület Jacksonville-lel és ezzel együtt az egész megyével van egyesítve.)
- Kansas City és Wyandotte megye (Ez alá az "egyesített kormányzat" alá tartozik Kansas City, Edwardsville, Bonner Springs nagy része és Lake Quivira nagyjából fele; a megye a fennmaradó területek feletti közigazgatást intézi.)
- Miami és Miami-Dade megye a kétszintű föderációs kormányzatban egyfajta összevont város-megye funkciót töltenek be. Itt a megyei önkormányzat intézi a közigazgatási, a városi pedig a közösségi és civil ügyeket.
- Lafayette megye és Lafayette (A terület jogállását jelenleg egy külön testület vizsgálja felül. Valószínű a különállás megszüntetése, vagy átszervezése.)
- Louisville és Jefferson megye[14] (Jefferson megye minden összevonás előtti városa, Louisville-en kívül, szervezeti különállással és bizonyos funkciókat gyakorló önkormányzattal rendelkezik, de mindegyik beletartozik a megyei szintű szervezeti egységbe.)
- Nashville és Davidson megye (hét Davidson megyei közösség rendelkezik külön önkormányzattal, azonban minden közösség a nagyvárosi körzetben a kétszintes föderáció része.)
- Tribune és Greeley megye (Horace független önkormányzattal rendelkezik), 2009-ben egyesült.[15][16]

Öt város Virginia Hampton Roads régiójában kezdeményezte összevonását egy megyével: Chesapeake, Hampton, Newport News, Suffolk és Virginia Beach Norfolk megyével, Elizabeth City megyével, Warwick megyével, Nansemond megyével és Pricess Anne megyével. Viszont jogilag megyei jogú városi funkciót töltenek be. A Virginiai Törvénykönyv viszont az "egyesített város" terminust használja. Hasonlóképp Carson City 1969-ben egyesült Ormsby megyével. A város most jogilag független minden megyétől.

## Várhatóan összevonásra kerülő területek
- A Colorado állambeli Aurora három megye területén oszlik el, ami indokolta egy összevont város-megye létrehozását 1996-ban; az eredmény azonban egy népszavazáson elbukott. Öt évvel később azonban Broomfield sikeresen valósította meg az egységet az öt megyével, melynek területére kiterjed. Broomfield példáján felbuzdulva egy aurorai hivatalnok 2006-ban ismét kérvényezte az összevonást.[18] Ez 2006-2007 folyamán nem valósult meg és a coloradói törvényhozás 2008-as ülésszakában sem sikerült eredményt elérni.
- Javaslat született Johnson megye és Wyandotte megye egyesítésére a területükön lévő városokkal egy nagy összevont város-megyébe még meghatározatlan néven.[19]
- 2005-ben a The Plain Dealer című lap az ohiói Clevelandben közölt egy cikksorozatot Cuyahoga megye és városai lehetséges összevonásáról.[20]
- Miami-Dade megye városi szintű rendőrség, tűzoltóság, mentő- és egészségügyi szolgálat, illetve más szervezetek létesítését teszi lehetővé sok a határain belüli településen.
- Egy riport jelent meg 2008 áprilisában felvetve a Pennsylvania állambeli Pittsburgh egyesítését Allegheny megyével. A tervet már Pittsburgh polgármestere és Allegheny megye vezetője is jóváhagyta, de a városi és megyei tanácsok jóváhagyása és az állam hozzájárulása még szükségeltetik mielőtt népszavazást írnának ki.
- A Missouri állambeli St. Louis megyei jogú város az 1870-es években vált ki az azt körülvevő St. Louis megyéből és ma sem része egy megyének sem. A város azóta többször is megpróbálta helyreállítani az egységet, de a megyei lakosok mindannyiszor leszavazták.[21]

### Várható összevonások
- Albuquerque és Bernalillo megye (1959, 2003)[22][23]
- Aurora és Arapahoe megye[forrás?]
- Birmingham és Jefferson megye (1948)[23]
- Brunswick és Glynn megye (1969, 1987)[23]
- Buffalo és Erie megye[24]
- Charleston/Észak-Charleston/Mount Pleasant és Charleston megye (1974)[23]
- Charlotte és Mecklenburg megye(1971)[23]
- Des Moines és Polk megye (1994)[23]
- Durham és Durham megye (1961, 1974)[23][25]
- Evansville és Vanderburgh megye (1974)[23][26]
- El Paso és El Paso megye[27]
- Fairbanks és Fairbanks North Star Borough (2001)[23][28]
- Fayetteville és Lincoln megye (2008)[29]
- Fort Wayne és Allen megye[30]
- Frankfort és Franklin megye[31]
- Gainesville és Alachua megye (1990)[23][32]
- Knoxville és Knox megye (1959, 1978, 1996)[23]
- Little Rock és Pulaski megye[forrás?]
- Macon és Bibb megye (1933, 1960, 1972, 1976)[23][33][34]
- Memphis és Shelby megye (1962, 1971, 2010)[23][35][36]
- Miami és Miami-Dade megye (1948, 1953)[23]
- Montgomery és Montgomery megye[forrás?]
- Muncie és Delaware megye[37]
- Oakland és Alameda megye (1921)[23]
- Orlando és Orange megye[38]
- Pensacola és Escambia megye (1970)[22][23][34]
- Pittsburgh és Allegheny megye
  - A sikeres 1925-ös és 1929-es népszavazás technikai okokból érvénytelennek lett mnősítve. 2005 óta közvéleménykutatás folyik az összevonásról.[39]
- Portland és Multnomah megye (1927, 1974)[22][23]
- Richmond (megyei jogú város) és Henrico megye (1961)[23]
- Roanoke megye és Roanoke város
  - 1969-ben és 1990-ben tartottak népszavazást az összevonásról.[22] Mindkét alkalommal a városi szavazók az összevonás mellett, a megyeiek ellene szavaztak. Salem megyei jogú város, ami már külön egység az összevont területen, nem vett részt a népszavazáson. Vinton megtartja státuszát, mint egyesült város, amit az 1990-es népszavazáson ért el. Az összevonás kérdése 1990 óta nem került elő.[forrás?]
- Kalifornia és Sacramento megye (1974, 1990)[23]
- St. Louis (megyei jogú város) és St. Louis megye (1926, 1962)[23][34]
- Sioux Falls és Minnehaha megye/Lincoln megye[forrás?]
- Spokane és Spokane megye (1995)[23][34]
- Tallahassee és Leon megye (1971, 1973, 1976, 1992)
- Tampa és Hillsborough megye (1967, 1970, 1972)[22][23][34]
- Toledo és Lucas megye[40]
- Topeka és Shawnee megye (2005)[23][41]
- Wilmington és Új-Hanover megye (1933)[23][25]

## Formálisan összevont területek
- Boston és Suffolk megye már a 20. század nagy részében közös kormányzat alatt működött, aminek keretében Boston szolgáltat irodákat, könyvelést, költségvetést, személyi és pénzügyi felügyeletet Suffolk megyének. Ez nem valódi egység, mert három város (Chelsea, Revere és Winthrop) sosem egyesült Bostonnal és megtartotta különálló egységét Suffolk megyén belül, annak ellenére, hogy a megye jogilag a Boston városi önkormányzat alá tartozik. A speciális helyzet Boston és Suffolk megye között 1999-ben szűnt meg a megyei önkormányzatok állami szintű felszámolásának részeként, amivel minden alkalmazott Massachusetts állam hatáskörébe került át. Az egyetlen megmaradt elem, amiben Boston város befolyást gyakorol Suffolk megye felett, az a Suffolk megyei okiratnyilvántartás kezelése, illetve a választásokról és megüresedett posztok betöltéséről tartandó tanácsok összehívása.